# جرونكيرن
نجرونكيرن او نواة الحبوب Grünkern او نواة الحبوب (اللفظ الألماني: [ˈɡʁyːnkɛʁn]، «النواة الخضراء»او البذرة الاساسية) حيث يتم حصاده عندما يكون نصفه ناضجًا ثم يجفف بشكل صناعي. وتتم عملية انتاج جرونكيرن بشكل تقليدي في منطقة باولاند في شمال شرق بادن - فورتمبيرغ (ألمانيا)  استجابةً لفترات الطقس السيئ، الذي يتسبب بتدمير المحاصيل يتم حصاد الحنطة قبل نضجها بشكل تام بما يسمى بـ «مرحلة نضج العجين»، عند حوالي نسبة رطوبة تساوي 50٪، نظرًا لأن الحبوب المجففة أظهرت نكهة ممتعة عند طهيها في الماء، فقد جرت العادة على حصاد جزء من محصول الحنطة على شكل جرونكيرن كمحصول شتوي، سيتم حصاد الحنطة جرونكيرن المخصصة في نهاية شهر يوليو ثم يتم تجفيفها بشكل تقليدي على نار من خشب الزان أو بالطرق الحديثة مثلا بالفرن الهوائي الساخن، وهذه الطرق تعمل على المحافظة على جرونكيرن (من خلال خفض محتوى الرطوبة إلى 13%) لكي يمنحها مذاقها ونكهتها النموذجية.
قبل المعالجة الإضافية، ويجب أن تكون يتم تقشير جرونكيرن أو طحنه. وقد يستفاد من قشور جرونكيرن كعلف للماشية، أو حشو للوسائد الصغيرة التي تهدف إلى تعزيز النوم الصحي وكان أول استخدام حقيقي لجرونكيرن في جنوب ألمانيا، (أمورباخ)، في عام 1660.[بحاجة لمصدر] وبالتالي اصبح يستخدم جرونكيرن مع الحساء، بواسطة تجفيفه باستخدام حرارة المخابز المتبقية، وكما ذكرنا سابقا تتم عملية الحصاد الأولية في نهاية يوليو وهكذا كما شاهدنا أيضا في الأمثال الشعبية القديمة، مثل:كريستين، جاغوي، سانكت آن هي إرن! / شنايد لا مير كي كورن، / لذلك شنايد لا مير دوش كيرن.كريستين، جيمس، سانت آن حان وقت الحصاد! نحن لا نحصد الحبوب، لكننا نحصد جرونكيرن.